# Obermarchtal
Obermarchtal település Németországban, azon belül Baden-Württembergben. Lakosainak száma 1331 fő (2023. december 31.).

## Népesség
A település népessége az elmúlt években az alábbi módon változott:
| Lakosok száma | 1512 | 1442 | 1351 | 1259 | 1158 | 1203 | 1264 | 1279 | 1276 | 1331 |
|               | 1961 | 1967 | 1974 | 1980 | 1987 | 1993 | 2000 | 2006 | 2013 | 2023 |

## Fekvése
Ehingentől délnyugatra fekvő település.

## Története

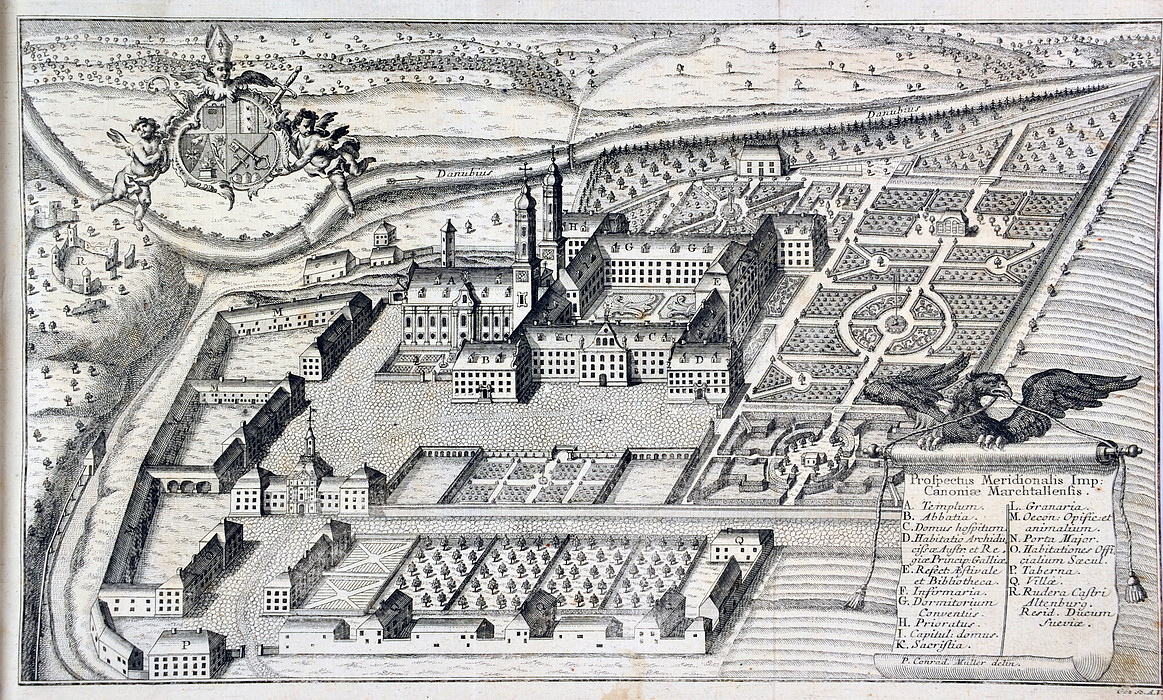

Obermarchtal területe már a kelta időkben is lakott volt, az 1909-ben itt végzett ásatások alkalmával itt mintegy 2600 éves kelta település és több mint 95 hallstatt kori halomsír nyomaira bukkantak.
A település hírét azonban a Premontrei Alapítványnak köszönheti, amelyet 1171-ben építettek egy 8. századi bencés kolostor helyén. A ma itt található épületek a 17.-18. századból valók.
Apa és fia: Michael és Christian Thumb és Franz Beer dolgozott a pompás kolostortemplomon 1686 és 1701 között.
A fehér dongaboltozatú térség erős faoszlopaival a szerzetesi templomok vorarlbergi típusának felel meg, és a
Vorarlbergi Iskola egyik fő művének számít. Az akanthusz- és babérstukkók Schmuzer wessobrunni mester munkái.

## Galéria

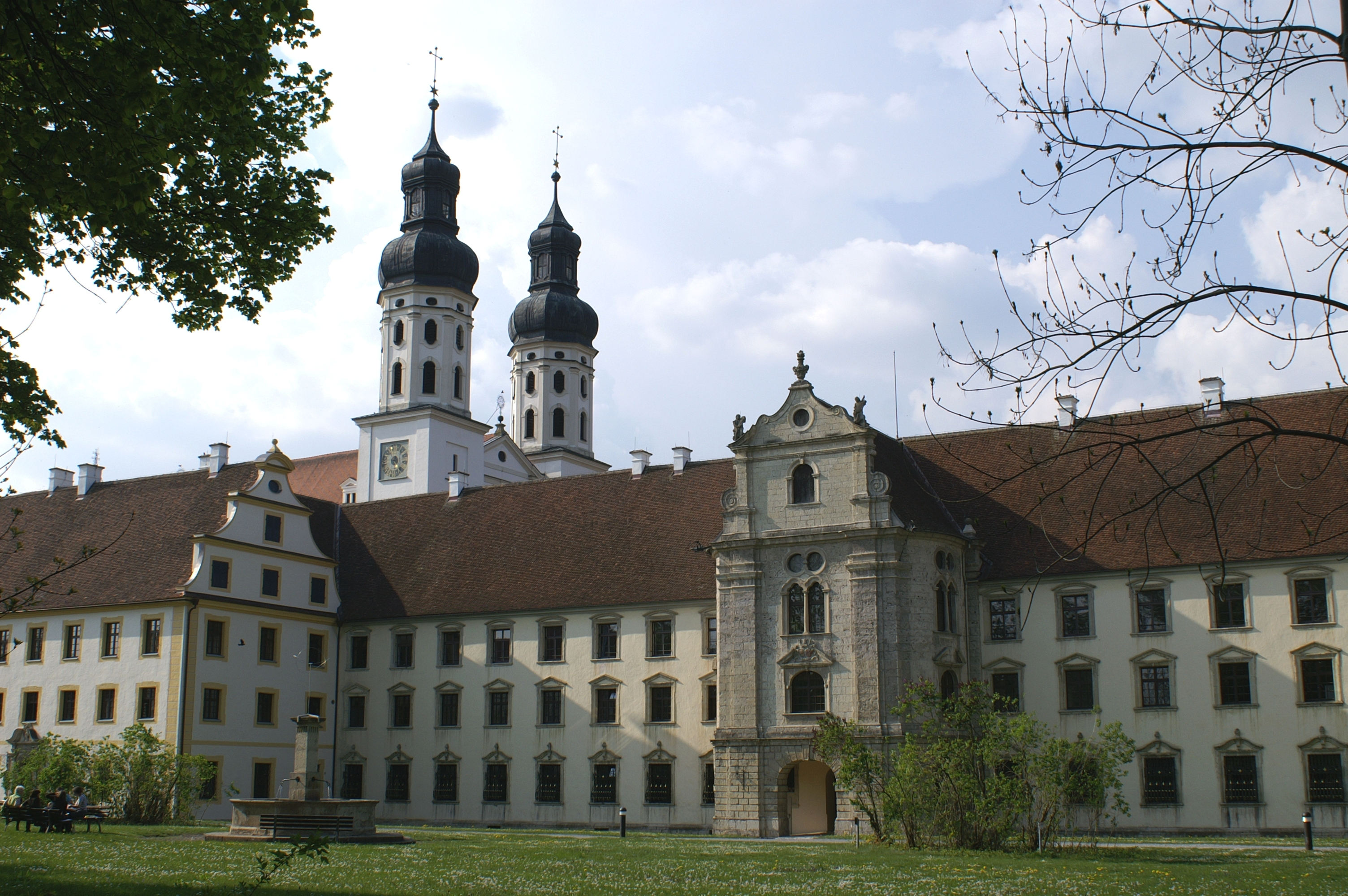
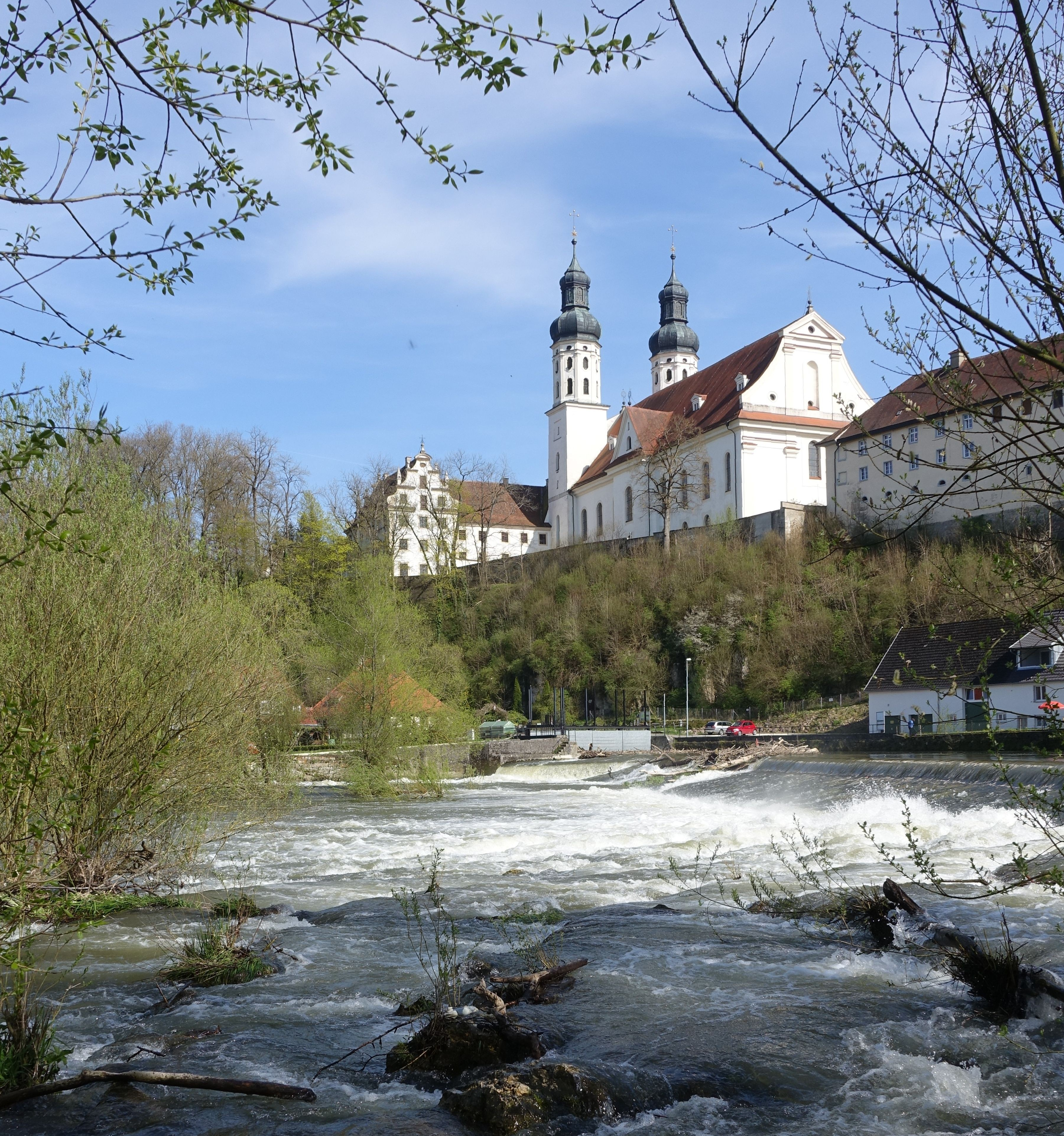
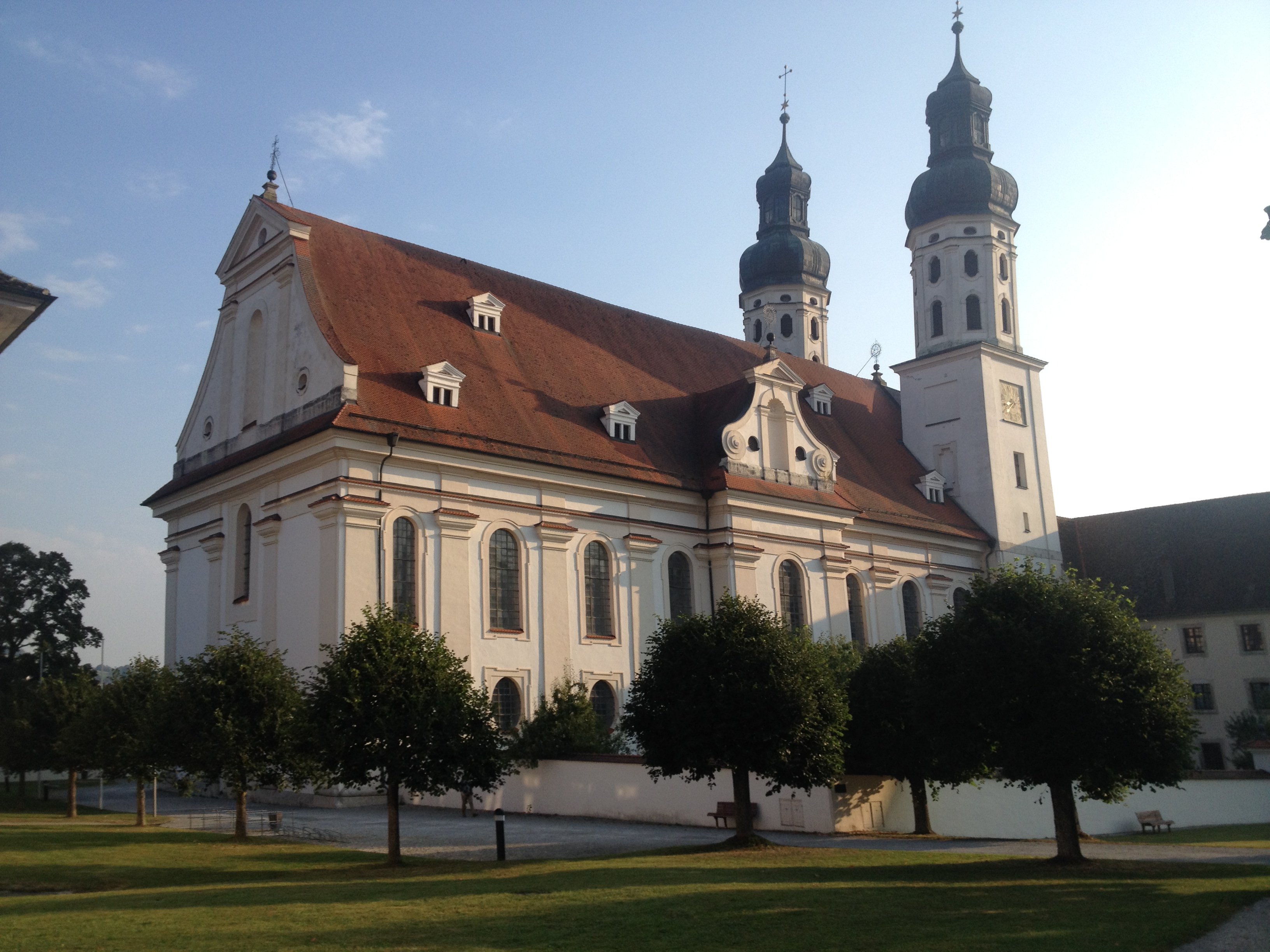
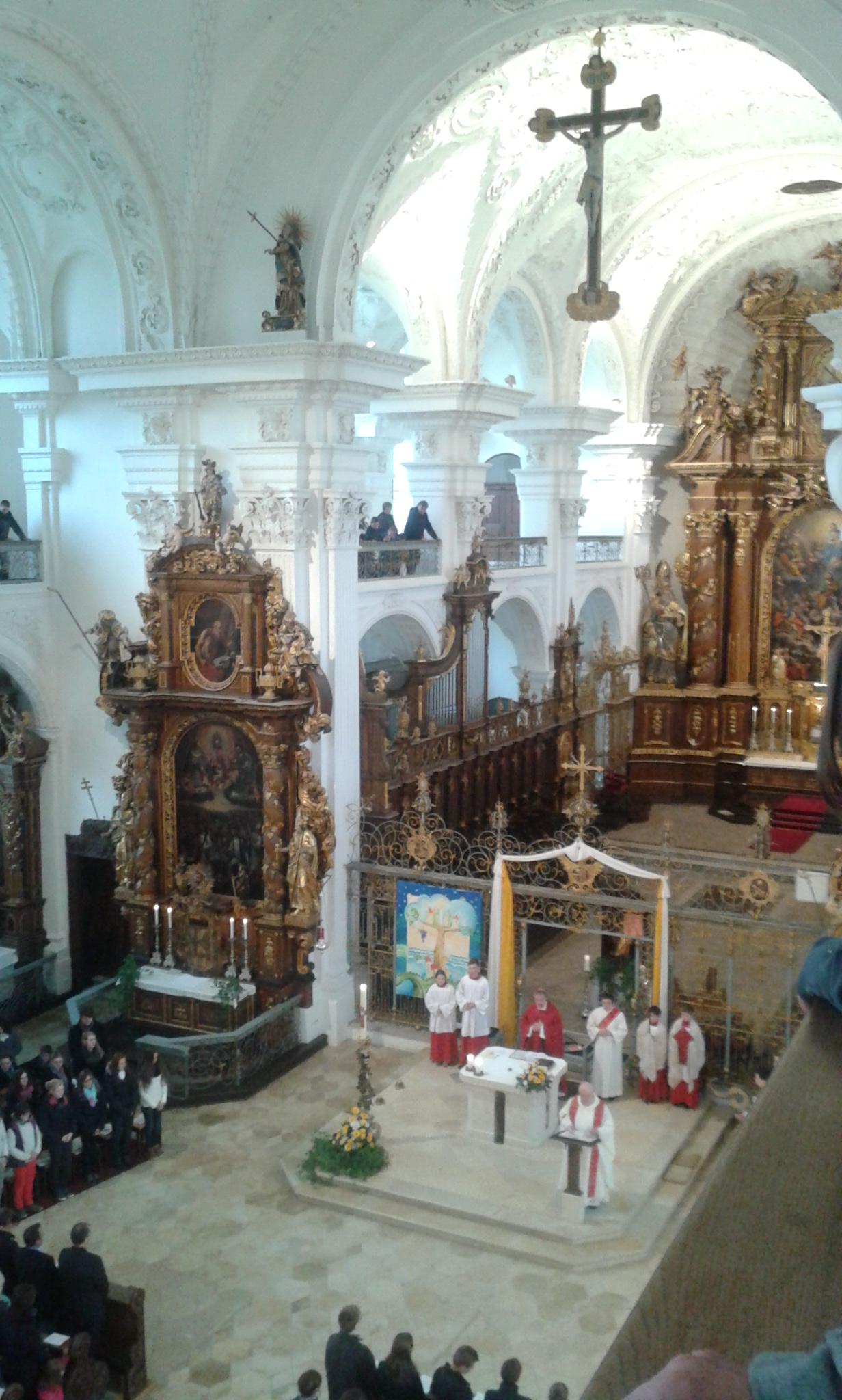
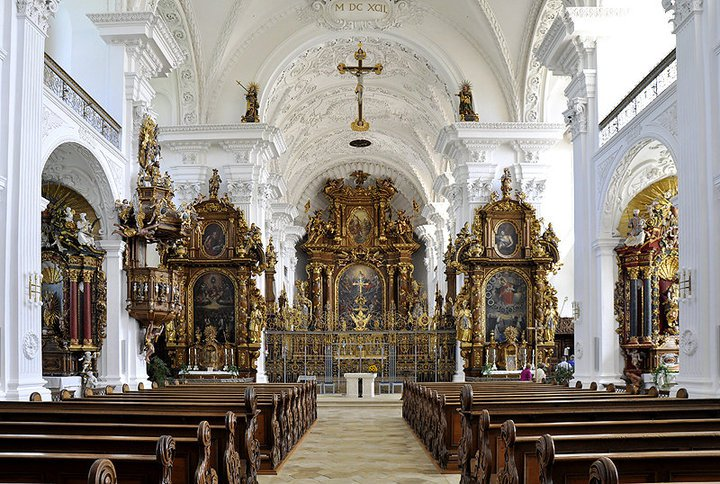
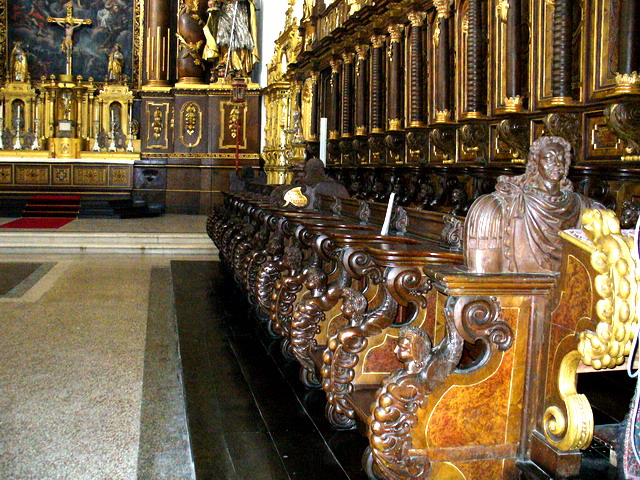
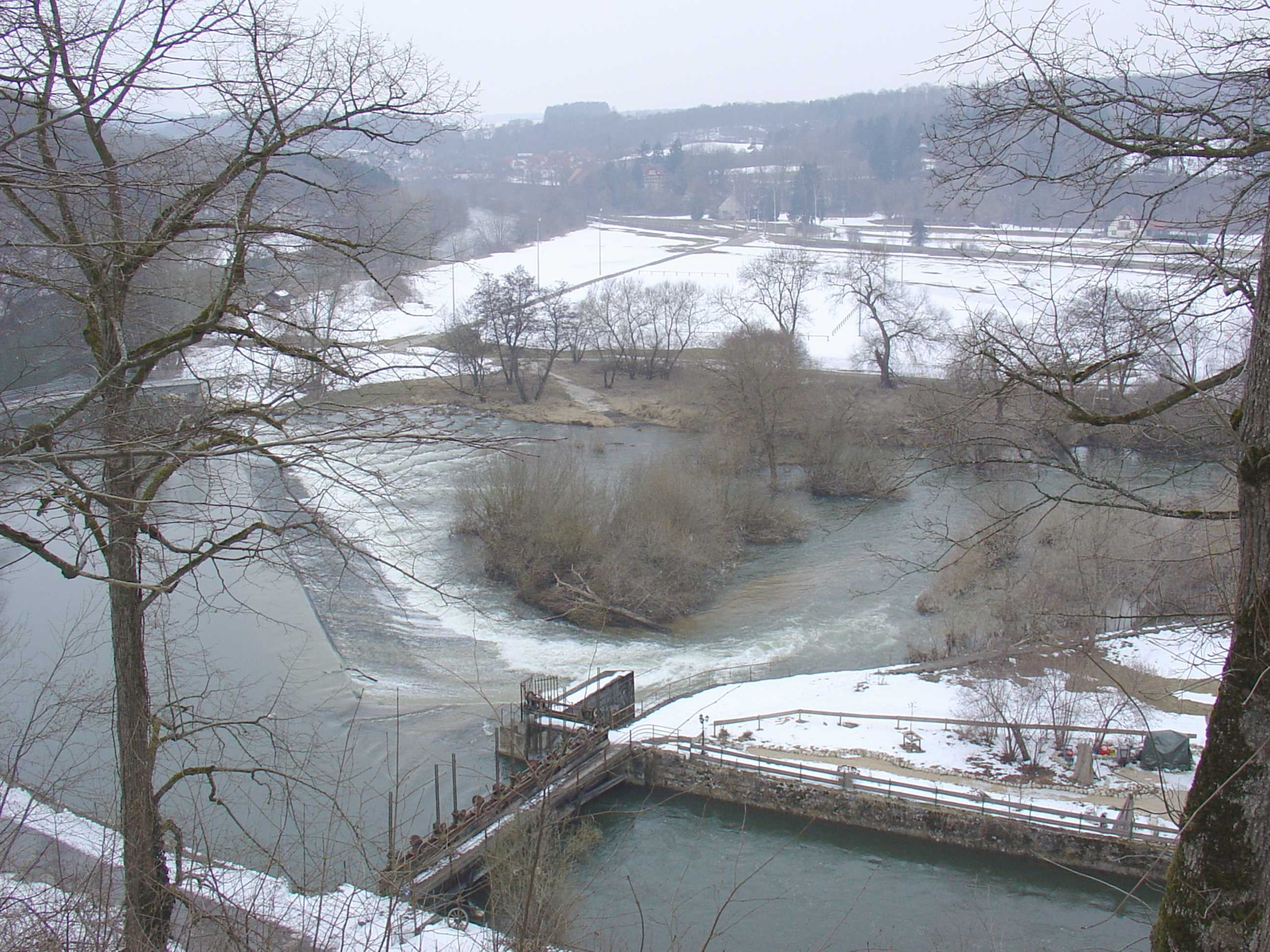
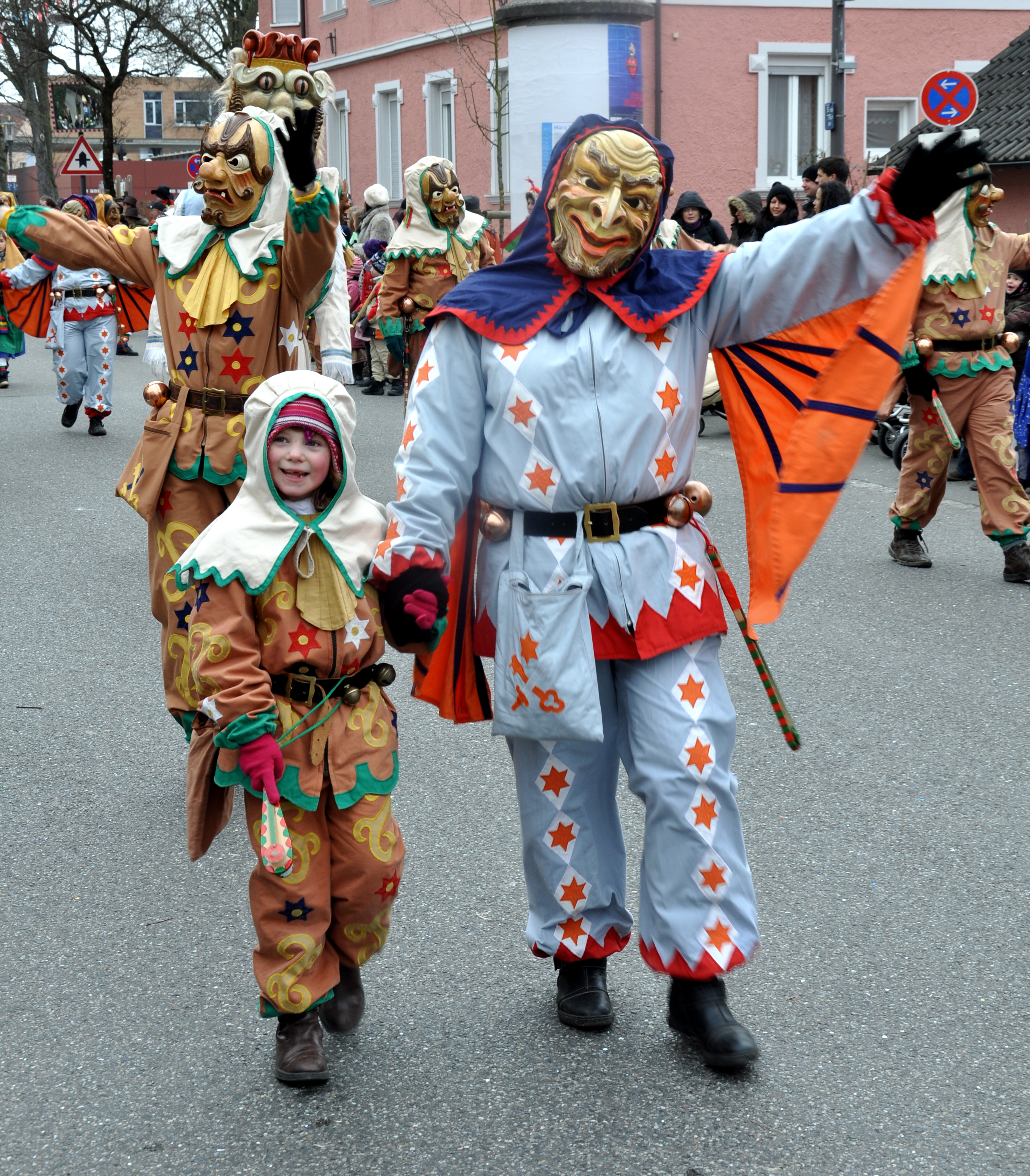
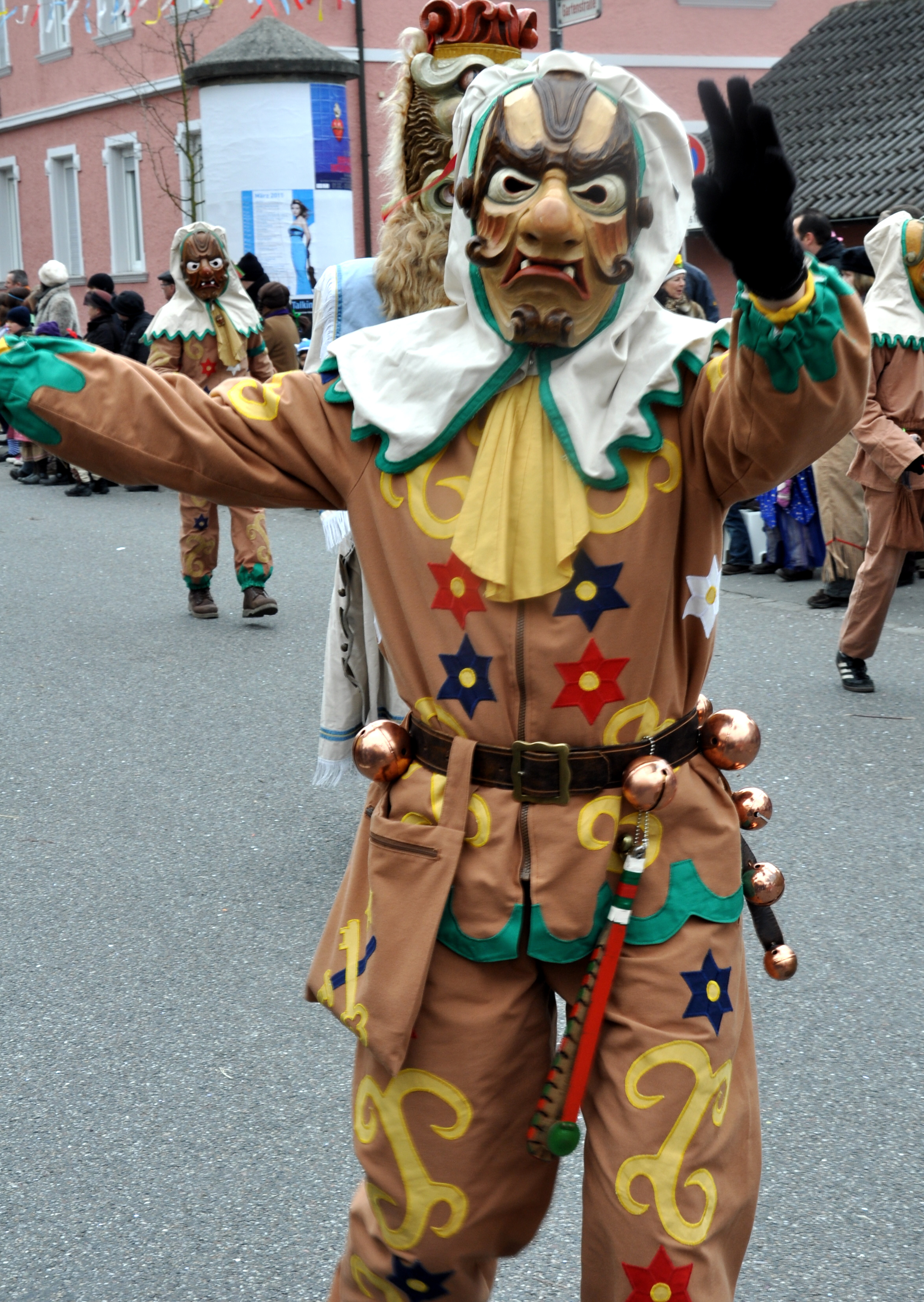

## Nevezetességek
- Kolostor
- Kolostortemplom